# Annika Johansson
Annika Kristina Johansson (ur. 4 marca 1967 w Hedemora) – szwedzka narciarka, specjalistka narciarstwa dowolnego. Zdobyła brązowe medale w balecie narciarskim na mistrzostwach świata w La Clusaz, mistrzostwach świata w Iizuna oraz mistrzostwach świata w Meiringen. Zajęła również piąte miejsce w tej samej konkurencji na igrzyskach olimpijskich w Albertville, jednakże balet był wtedy jedynie dyscypliną pokazową.
Najlepsze wyniki w Pucharze Świata osiągnęła w sezonie 1995/1996, kiedy to zajęła 4. miejsce w klasyfikacji generalnej, a w klasyfikacji baletu była druga. W sezonach 1992/1993, 1996/1997 oraz 1998/1999 była trzecia w klasyfikacji baletu.
W 2000 r. zakończyła karierę.

## Osiągnięcia

### Mistrzostwa świata
| Miejsce | Dzień     | Rok  | Miejscowość | Konkurencja      | Zwycięzca          |
| ------- | --------- | ---- | ----------- | ---------------- | ------------------ |
| 4.      | 12 marca  | 1993 | Altenmarkt  | Balet narciarski | Ellen Breen        |
| 3.      | 17 lutego | 1995 | La Clusaz   | Balet narciarski | Jelena Batałowa    |
| 3.      | 7 lutego  | 1997 | Iizuna      | Balet narciarski | Oksana Kuszczenko  |
| 3.      | 11 marca  | 1999 | Meiringen   | Balet narciarski | Natalja Razumowska |

### Puchar Świata

#### Miejsca w klasyfikacji generalnej
- sezon 1990/1991: 64.
- sezon 1991/1992: 16.
- sezon 1992/1993: 11.
- sezon 1993/1994: 12.
- sezon 1994/1995: 17.
- sezon 1995/1996: 4.
- sezon 1996/1997: 7.
- sezon 1997/1998: 11.
- sezon 1998/1999: -

#### Miejsca na podium
1. Lake Placid – 23 stycznia 1992 (Balet) – 3. miejsce
2. Tignes – 10 grudnia 1992 (Balet) – 2. miejsce
3. Gstaad – 19 lutego 1993 (Balet) – 3. miejsce
4. La Plagne – 23 lutego 1993 (Balet) – 3. miejsce
5. Tignes – 23 lutego 1993 (Balet) – 2. miejsce
6. Tignes – 24 lutego 1993 (Balet) – 2. miejsce
7. Tignes – 24 lutego 1993 (Balet) – 2. miejsce
8. Oberjoch – 19 marca 1993 (Balet) – 2. miejsce
9. Lillehammer – 26 marca 1993 (Balet) – 3. miejsce
10. Lillehammer – 26 marca 1993 (Balet) – 2. miejsce
11. Whistler Blackcomb – 7 stycznia 1994 (Balet) – 3. miejsce
12. Le Relais – 28 stycznia 1994 (Balet) – 2. miejsce
13. Breckenridge – 13 stycznia 1995 (Balet) – 2. miejsce
14. Breckenridge – 13 stycznia 1995 (Balet) – 2. miejsce
15. Oberjoch – 2 lutego 1995 (Balet) – 3. miejsce
16. Tignes – 6 grudnia 1995 (Balet) – 3. miejsce
17. Whistler Blackcomb – 12 stycznia 1996 (Balet) – 1. miejsce
18. Whistler Blackcomb – 12 stycznia 1996 (Balet) – 2. miejsce
19. Breckenridge – 18 stycznia 1996 (Balet) – 2. miejsce
20. Mont Tremblant – 25 stycznia 1996 (Balet) – 3. miejsce
21. Mont Tremblant – 26 stycznia 1996 (Balet) – 3. miejsce
22. Kirchberg – 1 lutego 1996 (Balet) – 3. miejsce
23. Kirchberg – 1 lutego 1996 (Balet) – 1. miejsce
24. Oberjoch – 10 lutego 1996 (Balet) – 3. miejsce
25. Hundfjället – 8 marca 1996 (Balet) – 3. miejsce
26. Hundfjället – 8 marca 1996 (Balet) – 3. miejsce
27. Altenmarkt – 16 marca 1996 (Balet) – 1. miejsce
28. Altenmarkt – 16 marca 1996 (Balet) – 3. miejsce
29. Hasliberg – 22 marca 1996 (Balet) – 2. miejsce
30. Hasliberg – 22 marca 1996 (Balet) – 1. miejsce
31. Piancavallo – 21 grudnia 1996 (Balet) – 2. miejsce
32. Lake Placid – 13 stycznia 1997 (Balet) – 2. miejsce
33. Lake Placid – 13 stycznia 1997 (Balet) – 2. miejsce
34. Whistler Blackcomb – 17 stycznia 1997 (Balet) – 2. miejsce
35. Whistler Blackcomb – 17 stycznia 1997 (Balet) – 1. miejsce
36. Breckenridge – 23 stycznia 1997 (Balet) – 3. miejsce
37. Breckenridge – 23 stycznia 1997 (Balet) – 3. miejsce
38. Kirchberg – 19 lutego 1997 (Balet) – 2. miejsce
39. Altenmarkt – 8 marca 1997 (Balet) – 2. miejsce
40. Hundfjället – 12 marca 1997 (Balet) – 3. miejsce
41. Mont Tremblant – 9 stycznia 1998 (Balet) – 3. miejsce
42. Hasliberg – 6 marca 1998 (Balet) – 3. miejsce
43. Hasliberg – 6 marca 1998 (Balet) – 3. miejsce
44. Steamboat Springs – 15 stycznia 1999 (Balet) – 3. miejsce
45. Ovindoli – 4 marca 2000 (Balet) – 2. miejsce

- W sumie 5 zwycięstw, 19 drugich i 21 trzecich miejsc.